# Salomon Jadassohn
Salomon Jadassohn (ur. 13 sierpnia 1831 we Wrocławiu, zm. 1 lutego 1902) – niemiecki kompozytor i teoretyk muzyki pochodzenia żydowskiego.
Wykształcenie muzyczne otrzymał we Wrocławiu od kompozytora i organisty Moritza Brosiga (nauka harmonii) i Adolfa Hessego (fortepian). Od roku 1871 pracował w konserwatorium w Lipsku, gdzie uczył między innymi Stephana Krehla i Stanisława Niewiadomskiego. Autor cennych naukowo podręczników harmonii, kontrapunktu i fugi. Skomponował 4 symfonie, koncerty, utwory kameralne i wokalne.